# Бортіджадас
Бортіджадас (італ. Bortigiadas, сард. Bultigghjata) — муніципалітет в Італії, у регіоні Сардинія, провінція Сассарі. До 2016 року муніципалітет належав до провінції Ольбія-Темпіо.
Бортіджадас розташований на відстані близько 310 км на захід від Рима, 190 км на північ від Кальярі, 38 км на захід від Ольбії, 5 км на захід від Темпіо-Паузанії.

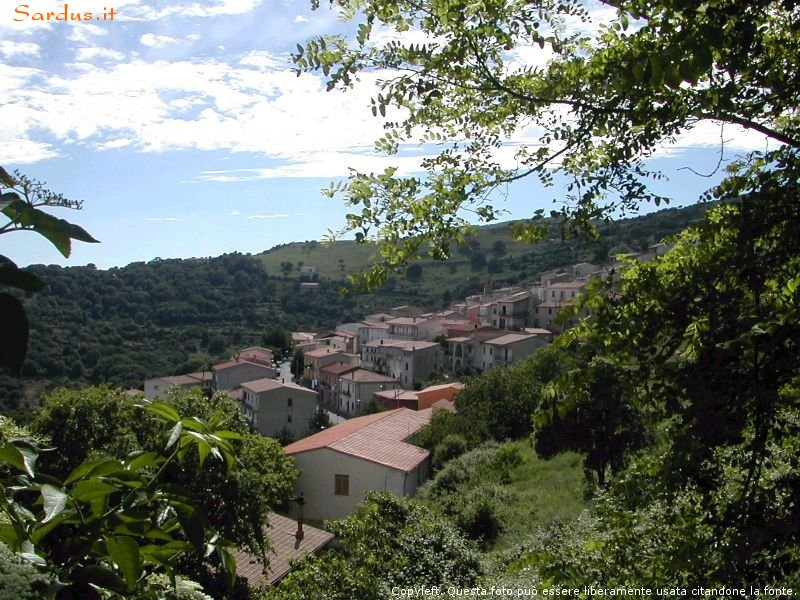

Населення — 790 осіб (2014).

## Демографія
Населення за роками:

Станом на 1 січня 2023 року в муніципалітеті офіційно проживав 31 іноземець з 9 країн, серед них 22 громадяни країн Євросоюзу та 1 громадянин України.

## Сусідні муніципалітети
- Аджус
- Перфугас
- Санта-Марія-Когінас
- Темпіо-Паузанія
- Віддальба